# Linus Sjöberg
Per Linus Sjöberg, född 18 mars 1994, är en svensk fotbollsspelare som spelar för Enköpings SK. Han har under sin karriär bland annat spelat för Västerås SK och Östersunds FK.

## Karriär
I februari 2018 gick Sjöberg till Västerås IK. I december 2019 värvades han av Syrianska IF Kerburan. Inför säsongen 2021 gick Sjöberg till Enköpings SK.